# Трубадур
 Тази статия е за средновековните музиканти.  За едноименната опера вижте Трубадур (опера).  
Трубадурът (на френски: troubadours; на окситански: trobador) е автор и изпълнител на песни (певец, композитор и музикант) през Средните векове в Прованс, обикновено на т.нар. рицарска поезия. Творчеството на трубадурите обхваща периода от 9-и до 13 век, като разцветът е от 12 век до началото на 13 век. Трубадурите пишат стиховете на провансалски език, разговорен език във Франция на юг от река Лоара, както и някои райони на Италия и Испания. Те активно участват в социалния, политически и религиозен живот на обществото по това време. Въпреки че изчезват след това, те оставят богато културно наследство, което вдъхновява Данте и Петрарка.
Понякога (макар и по-рядко и от знатен произход, в съотношение около 3:1) трубадурите биват и жени – трубадурици, които ползват по-специфични жанрове и тематики, и само в един от случаите на лесбийска поема (Na Maria).
Смята се, че трубадурите са първите, които възпяват любовта като нещо възвишено, като чувство, което поучава. Въпреки това те издигат в почит единствено страданието от несподелената любов, не консумирането ѝ, или поне така е възприето от литературния канон. Архивите на трубадурната поезия и нейните секуларни варианти от Средновековието изобилстват и с хумористична и дори вулгарна сатира.